# Сен-Мартен-Лагепи
Сен-Марте́н-Лагепи́ (фр. Saint-Martin-Laguépie, окс. Sent Martin de la Guépia) — коммуна во Франции, находится в регионе Юг — Пиренеи. Департамент — Тарн. Входит в состав кантона Кармо-2 Валле-дю-Серу. Округ коммуны — Альби.
Код INSEE коммуны — 81263.

## География
Коммуна расположена приблизительно в 530 км к югу от Парижа, в 75 км северо-восточнее Тулузы, в 28 км к северо-западу от Альби.
На севере коммуны протекает река Аверон и её приток — река Вьор.

## Климат
Климат умеренно-океанический. Зима мягкая и дождливая, лето жаркое с частыми грозами. Ветры довольно редки.

## Население
Население коммуны на 2010 год составляло 451 человек.
| 1962 | 1968 | 1975 | 1982 | 1990 | 1999 | 2010 |
| ---- | ---- | ---- | ---- | ---- | ---- | ---- |
| 505  | 542  | 530  | 457  | 412  | 401  | 451  |

## Экономика
В 2007 году среди 242 человек в трудоспособном возрасте (15—64 лет) 175 были экономически активными, 67 — неактивными (показатель активности — 72,3 %, в 1999 году было 53,1 %). Из 175 активных работали 160 человек (93 мужчины и 67 женщин), безработных было 15 (3 мужчин и 12 женщин). Среди 67 неактивных 6 человек были учениками или студентами, 33 — пенсионерами, 28 были неактивными по другим причинам.

## Фотогалерея

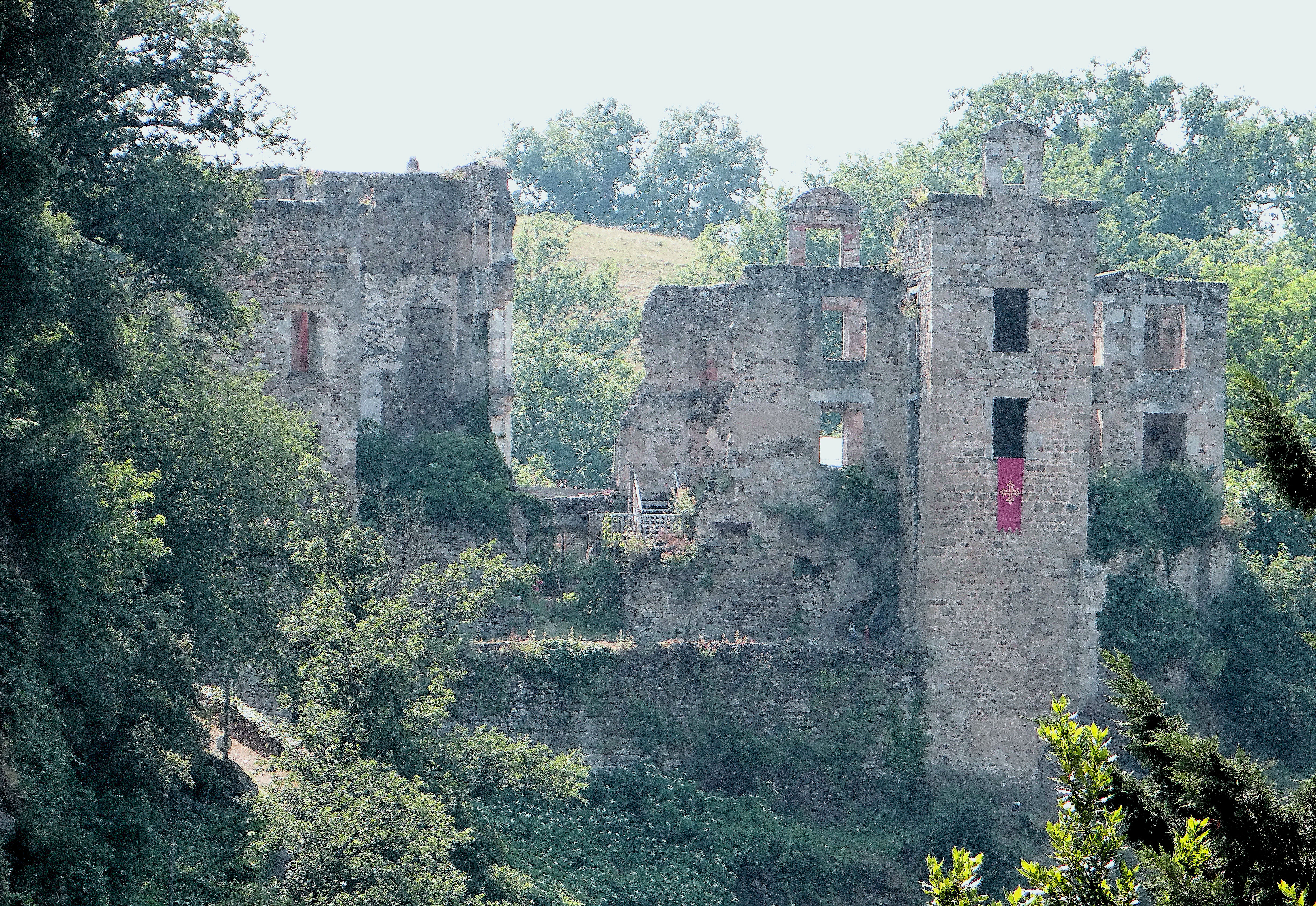
Замок Лагепи
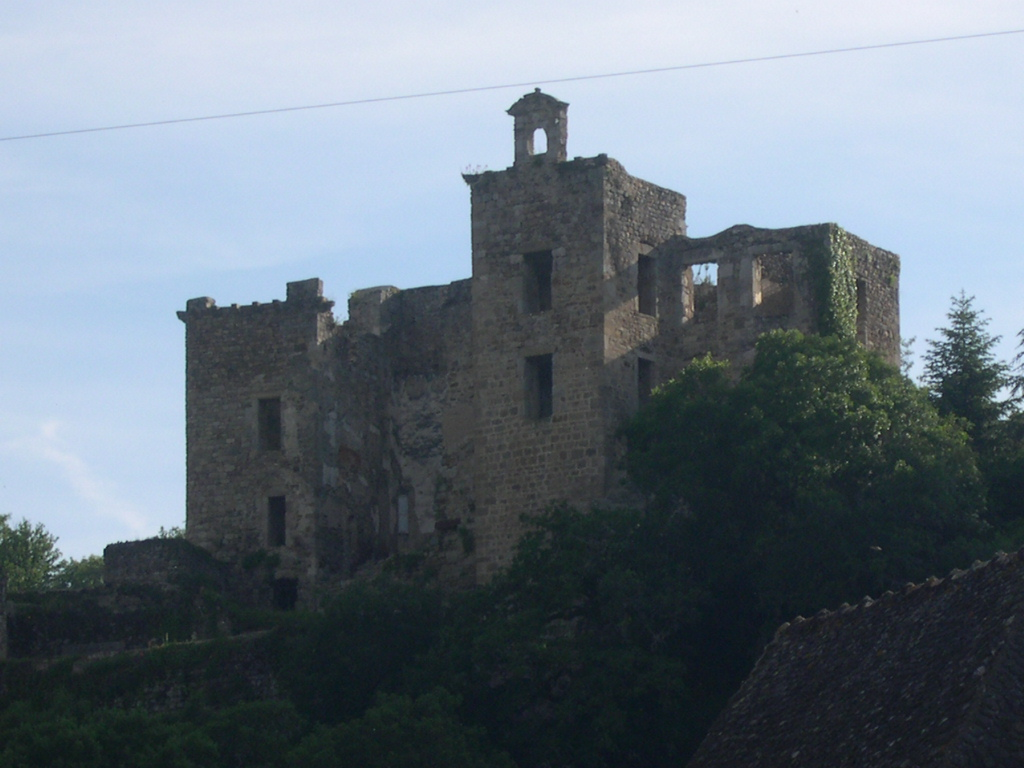
Замок Лагепи
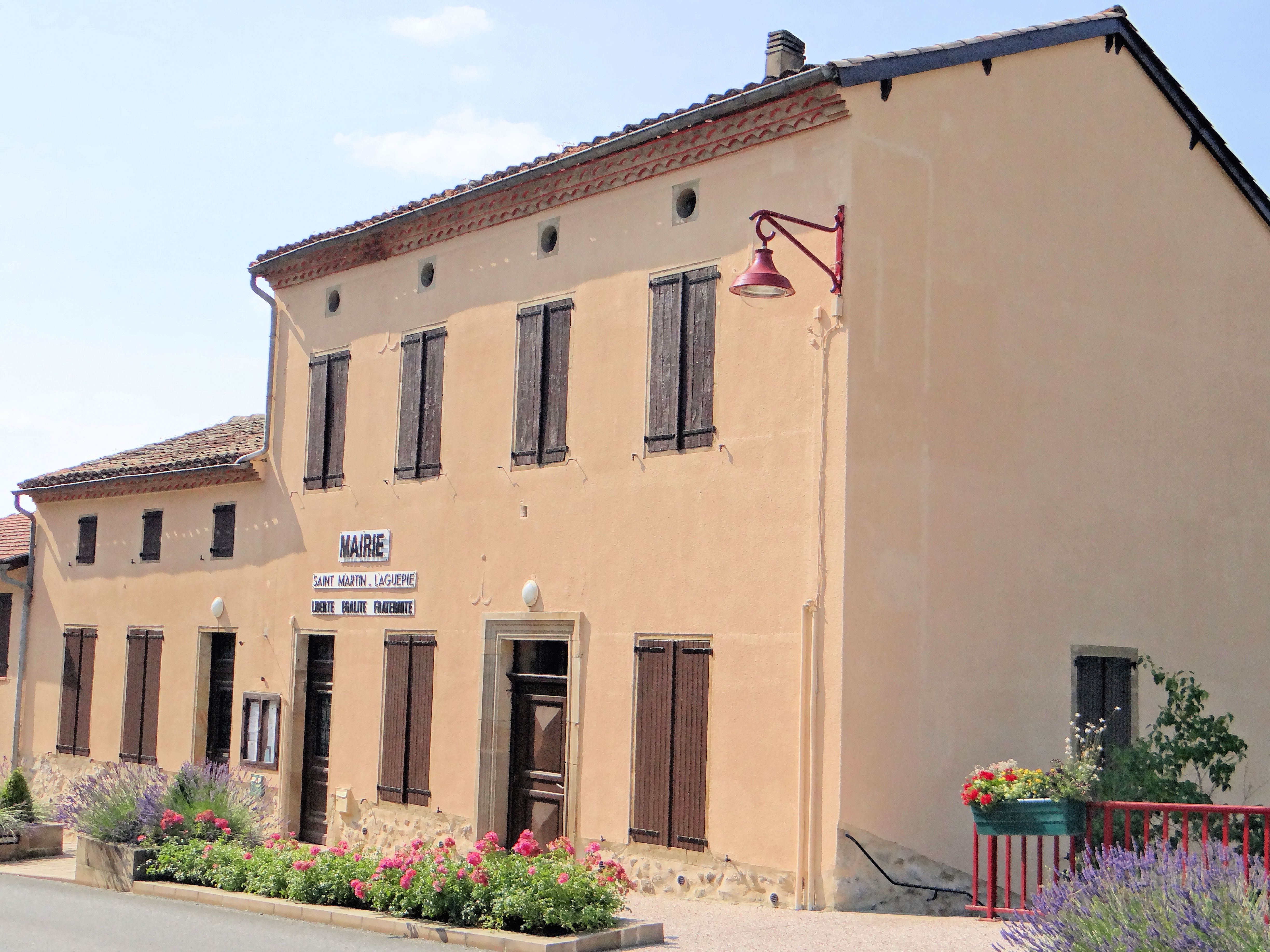
Мэрия
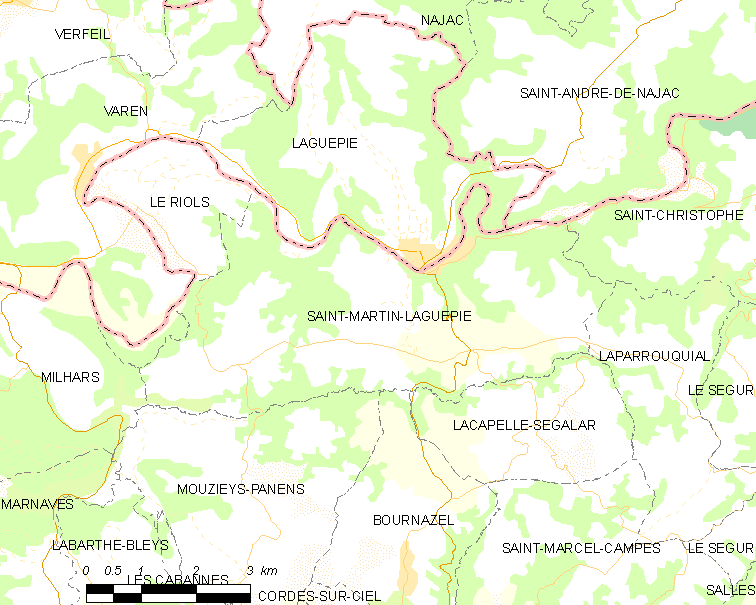
Карта коммуны